# Micieces de Ojeda
Micieces de Ojeda è un comune spagnolo di 103 abitanti situato nella comunità autonoma di Castiglia e León.